# Statistiche e record dell'Atalanta Bergamasca Calcio
Nella presente pagina sono riportate le statistiche nonché record riguardanti l'Atalanta Bergamasca Calcio, società calcistica italiana con sede nella località di Zingonia, in provincia di Bergamo.

## Partecipazioni alle competizioni ufficiali

### Campionati nazionali
| Livello | Categoria           | Partecipazioni | Debutto   | Ultima stagione | Totale |
| ------- | ------------------- | -------------- | --------- | --------------- | ------ |
| 1º      | Divisione Nazionale | 2              | 1928-1929 | 1945-1946       | 67     |
| 1º      | Serie A             | 65             | 1937-1938 | 2025-2026       | 67     |
| 2°      | Seconda Divisione   | 4              | 1922-1923 | 1925-1926       | 34     |
| 2°      | Prima Divisione     | 2              | 1926-1927 | 1927-1928       | 34     |
| 2°      | Serie B             | 28             | 1929-1930 | 2010-2011       | 34     |
| 3°      | Serie C1            | 1              | 1981-1982 | 1981-1982       | 1      |

#### Statistiche nei campionati a girone unico disputati
| Stagione | Serie  | Pos | G  | V  | N  | P  | GF | GS | Pt |
| -------- | ------ | --- | -- | -- | -- | -- | -- | -- | -- |
| 1929-30  | B      | 8º  | 34 | 11 | 15 | 8  | 37 | 26 | 37 |
| 1930-31  | B      | 6º  | 34 | 15 | 11 | 8  | 62 | 35 | 41 |
| 1931-32  | B      | 4º  | 34 | 13 | 13 | 8  | 57 | 42 | 39 |
| 1932-33  | B      | 16º | 32 | 9  | 5  | 18 | 52 | 60 | 23 |
| 1933-34  | B      | 5º  | 24 | 9  | 8  | 7  | 31 | 24 | 26 |
| 1934-35  | B      | 7º  | 28 | 12 | 6  | 10 | 38 | 35 | 30 |
| 1935-36  | B      | 10º | 34 | 13 | 6  | 15 | 25 | 50 | 32 |
| 1936-37  | B      | 2º  | 30 | 14 | 11 | 5  | 48 | 25 | 39 |
| 1937-38  | A      | 15º | 30 | 4  | 8  | 18 | 22 | 50 | 16 |
| 1938-39  | B      | 3º  | 34 | 15 | 13 | 6  | 43 | 26 | 43 |
| 1939-40  | B      | 1º  | 34 | 19 | 9  | 6  | 62 | 31 | 47 |
| 1940-41  | A      | 6º  | 30 | 11 | 9  | 10 | 45 | 38 | 31 |
| 1941-42  | A      | 13º | 30 | 8  | 8  | 14 | 34 | 47 | 24 |
| 1942-43  | A      | 9º  | 30 | 11 | 6  | 13 | 34 | 44 | 28 |
| 1945-46  | A-Nord | 9º  | 26 | 7  | 7  | 12 | 21 | 28 | 21 |
| 1946-47  | A      | 8º  | 38 | 11 | 15 | 12 | 40 | 52 | 37 |
| 1947-48  | A      | 5º  | 40 | 16 | 12 | 12 | 48 | 41 | 44 |
| 1948-49  | A      | 14º | 38 | 11 | 9  | 18 | 40 | 58 | 31 |
| 1949-50  | A      | 8º  | 38 | 17 | 6  | 15 | 66 | 60 | 40 |
| 1950-51  | A      | 14º | 38 | 10 | 12 | 16 | 48 | 69 | 32 |
| 1951-52  | A      | 12º | 38 | 13 | 8  | 17 | 54 | 61 | 34 |
| 1952-53  | A      | 8º  | 34 | 10 | 12 | 12 | 52 | 53 | 32 |
| 1953-54  | A      | 10º | 34 | 10 | 11 | 13 | 54 | 53 | 31 |
| 1954-55  | A      | 15º | 34 | 8  | 12 | 14 | 35 | 38 | 28 |
| 1955-56  | A      | 15º | 34 | 11 | 9  | 14 | 50 | 55 | 31 |
| 1956-57  | A      | 14º | 34 | 9  | 13 | 12 | 36 | 44 | 31 |
| 1957-58  | A      | 17º | 34 | 6  | 16 | 12 | 29 | 49 | 28 |
| 1958-59  | B      | 1º  | 38 | 18 | 15 | 5  | 62 | 30 | 51 |
| 1959-60  | A      | 11º | 34 | 9  | 13 | 12 | 31 | 39 | 31 |
| 1960-61  | A      | 9º  | 34 | 9  | 13 | 12 | 35 | 41 | 31 |
| 1961-62  | A      | 6º  | 34 | 13 | 12 | 9  | 39 | 38 | 38 |
| 1962-63  | A      | 8º  | 34 | 12 | 10 | 12 | 43 | 44 | 34 |
| 1963-64  | A      | 8º  | 34 | 7  | 16 | 11 | 26 | 43 | 30 |
| 1964-66  | A      | 13º | 34 | 7  | 16 | 11 | 19 | 28 | 30 |
| 1965-66  | A      | 14º | 34 | 9  | 11 | 14 | 24 | 37 | 29 |
| 1966-67  | A      | 11º | 34 | 9  | 13 | 12 | 28 | 43 | 31 |
| 1967-68  | A      | 13º | 30 | 10 | 5  | 15 | 26 | 42 | 25 |
| 1968-69  | A      | 16º | 30 | 4  | 11 | 15 | 25 | 45 | 19 |
| 1969-70  | B      | 15º | 38 | 8  | 17 | 13 | 30 | 29 | 33 |
| 1970-71  | B      | 2º  | 38 | 15 | 17 | 6  | 41 | 25 | 47 |
| 1971-72  | A      | 10º | 30 | 9  | 8  | 13 | 21 | 26 | 26 |
| 1972-73  | A      | 15º | 30 | 5  | 14 | 11 | 16 | 33 | 24 |
| 1973-74  | B      | 11º | 38 | 11 | 14 | 13 | 24 | 24 | 36 |
| 1974-75  | B      | 6º  | 38 | 14 | 11 | 13 | 37 | 36 | 39 |
| 1975-76  | B      | 9º  | 38 | 13 | 12 | 13 | 26 | 24 | 38 |
| 1976-77  | B      | 2º  | 38 | 19 | 11 | 8  | 44 | 26 | 49 |
| 1977-78  | A      | 9º  | 30 | 6  | 15 | 9  | 28 | 32 | 27 |
| 1978-79  | A      | 15º | 30 | 6  | 12 | 12 | 20 | 33 | 24 |
| 1979-80  | B      | 9º  | 38 | 11 | 16 | 11 | 29 | 24 | 38 |
| 1980-81  | B      | 19º | 38 | 9  | 12 | 17 | 28 | 40 | 30 |
| 1981-82  | C1     | 1º  | 34 | 17 | 15 | 2  | 42 | 15 | 49 |
| 1982-83  | B      | 8º  | 38 | 10 | 17 | 11 | 30 | 27 | 37 |
| 1983-84  | B      | 1º  | 38 | 16 | 17 | 5  | 49 | 28 | 49 |
| 1984-85  | A      | 10º | 30 | 5  | 18 | 7  | 20 | 32 | 28 |
| 1985-86  | A      | 8º  | 30 | 7  | 15 | 8  | 27 | 26 | 29 |
| 1986-87  | A      | 15º | 30 | 7  | 7  | 16 | 22 | 32 | 21 |
| 1987-88  | B      | 4º  | 38 | 14 | 19 | 5  | 50 | 34 | 47 |
| 1988-89  | A      | 6º  | 34 | 11 | 14 | 9  | 37 | 32 | 36 |
| 1989-90  | A      | 7º  | 34 | 12 | 11 | 11 | 36 | 43 | 35 |
| 1990-91  | A      | 10º | 34 | 11 | 13 | 10 | 38 | 37 | 35 |
| 1991-92  | A      | 10º | 34 | 10 | 14 | 10 | 31 | 33 | 34 |
| 1992-93  | A      | 7º  | 34 | 14 | 8  | 12 | 42 | 44 | 36 |
| 1993-94  | A      | 17º | 34 | 5  | 11 | 18 | 35 | 65 | 21 |
| 1994-95  | B      | 4º  | 38 | 17 | 15 | 6  | 49 | 36 | 66 |
| 1995-96  | A      | 13º | 34 | 11 | 6  | 17 | 38 | 50 | 39 |
| 1996-97  | A      | 10º | 34 | 11 | 11 | 12 | 44 | 46 | 44 |
| 1997-98  | A      | 16º | 34 | 7  | 11 | 16 | 25 | 48 | 32 |
| 1998-99  | B      | 6º  | 38 | 14 | 19 | 5  | 44 | 27 | 61 |
| 1999-00  | B      | 2º  | 38 | 17 | 12 | 9  | 51 | 34 | 63 |
| 2000-01  | A      | 7º  | 34 | 10 | 14 | 10 | 38 | 34 | 44 |
| 2001-02  | A      | 9º  | 34 | 12 | 9  | 13 | 41 | 50 | 45 |
| 2002-03  | A      | 15º | 34 | 8  | 14 | 12 | 35 | 47 | 38 |
| 2003-04  | B      | 5º  | 46 | 19 | 20 | 7  | 59 | 36 | 77 |
| 2004-05  | A      | 20º | 38 | 8  | 11 | 19 | 34 | 45 | 35 |
| 2005-06  | B      | 1º  | 42 | 24 | 9  | 9  | 61 | 39 | 81 |
| 2006-07  | A      | 8º  | 38 | 12 | 14 | 12 | 56 | 54 | 50 |
| 2007-08  | A      | 9º  | 38 | 12 | 12 | 14 | 52 | 56 | 48 |
| 2008-09  | A      | 11º | 38 | 13 | 8  | 17 | 45 | 48 | 47 |
| 2009-10  | A      | 18º | 38 | 9  | 8  | 21 | 37 | 53 | 35 |
| 2010-11  | B      | 1º  | 42 | 22 | 13 | 7  | 61 | 35 | 79 |
| 2011-12  | A      | 12º | 38 | 13 | 13 | 12 | 41 | 43 | 46 |
| 2012-13  | A      | 15º | 38 | 11 | 9  | 18 | 39 | 56 | 40 |
| 2013-14  | A      | 11º | 38 | 15 | 5  | 18 | 43 | 51 | 50 |
| 2014-15  | A      | 17º | 38 | 7  | 16 | 15 | 38 | 57 | 37 |
| 2015-16  | A      | 13º | 38 | 11 | 12 | 15 | 41 | 47 | 45 |
| 2016-17  | A      | 4°  | 38 | 21 | 9  | 8  | 62 | 41 | 72 |
| 2017-18  | A      | 7º  | 38 | 16 | 12 | 10 | 57 | 39 | 60 |
| 2018-19  | A      | 3°  | 38 | 20 | 9  | 9  | 77 | 46 | 69 |
| 2019-20  | A      | 3°  | 38 | 23 | 9  | 6  | 98 | 48 | 78 |
| 2020-21  | A      | 3°  | 38 | 23 | 9  | 6  | 90 | 47 | 78 |
| 2021-22  | A      | 8°  | 38 | 16 | 11 | 11 | 65 | 48 | 59 |
| 2022-23  | A      | 5°  | 38 | 19 | 7  | 12 | 66 | 48 | 64 |
| 2023-24  | A      | 4°  | 38 | 21 | 6  | 11 | 72 | 42 | 69 |
| 2024-25  | A      | 3°  | 38 | 22 | 8  | 8  | 78 | 37 | 74 |

### Partecipazione alle coppe nazionali
| Competizione         | Partecipazioni | Debutto   | Ultima stagione | Totale |
| -------------------- | -------------- | --------- | --------------- | ------ |
| Coppa Italia         | 75             | 1935-1936 | 2025-2026       | 78     |
| Coppa Alta Italia    | 1              | 1945-1946 | 1945-1946       | 78     |
| Coppa Italia Serie C | 1              | 1981-1982 | 1981-1982       | 78     |
| Supercoppa Italiana  | 1              | 2024      | 2024            | 78     |

### Partecipazione alle competizioni UEFA
| Competizione                    | Partecipazioni | Debutto   | Ultima stagione | Totale |
| ------------------------------- | -------------- | --------- | --------------- | ------ |
| UEFA Champions League           | 5              | 2019-2020 | 2025-2026       | 14     |
| Coppa delle Coppe UEFA          | 2              | 1963-1964 | 1987-1988       | 14     |
| Coppa UEFA / UEFA Europa League | 6              | 1989-1990 | 2023-2024       | 14     |
| Supercoppa UEFA                 | 1              | 2024      | 2024            | 14     |

#### Statistiche delle partecipazioni alle competizioni UEFA
Aggiornato al 18 febbraio 2025.
| Competizione                  | Partecipaz. | G  | V  | N  | P  | RF | RS |
| ----------------------------- | ----------- | -- | -- | -- | -- | -- | -- |
| UEFA Champions League         | 4           | 33 | 12 | 9  | 12 | 62 | 54 |
| Coppa delle Coppe             | 2           | 11 | 4  | 1  | 6  | 15 | 15 |
| Coppa UEFA/UEFA Europa League | 6           | 44 | 23 | 16 | 5  | 79 | 31 |
| Supercoppa UEFA               | 1           | 1  | 0  | 0  | 1  | 0  | 2  |

#### Coefficiente UEFA
Durante la stagione 2023-2024 il club grazie ai risultati ottenuti in Europa League ha eguagliato il punto più alto del suo percorso statistico storico stabilendo il proprio record di punti; successivamente raggiunge il miglior piazzamento assoluto nel corso della stagione 2024-2025 all'indomani della vittoria a Stoccarda del 6 novembre 2024.
- Miglior piazzamento: 16° (dal 6 novembre al 10 dicembre 2024 e dal 29 gennaio 2025 - in corso)[3]
- Miglior punteggio: 82.000 (dal 29 gennaio 2025)[4]

### Competizioni europee non organizzate dalla UEFA
| Competizione            | Partecipazioni | Debutto   | Ultima stagione |
| ----------------------- | -------------- | --------- | --------------- |
| Coppa dell'Amicizia     | 3              | 1959-1960 | 1968            |
| Coppa Mitropa           | 4              | 1962      | 1984-1985       |
| Coppa delle Alpi        | 2              | 1963      | 1964            |
| Coppa Piano Karl Rappan | 2              | 1966-1967 | 1978            |
| Coppa Anglo-Italiana    | 2              | 1972      | 1994-1995       |

#### Statistiche nelle competizioni europee non organizzate dalla UEFA
| Competizione            | Partecipazioni | G  | V | N | P | RF | RS |
| ----------------------- | -------------- | -- | - | - | - | -- | -- |
| Coppa dell'Amicizia     | 3              | 6  | 3 | 1 | 2 | 12 | 7  |
| Coppa Mitropa           | 4              | 18 | 5 | 8 | 5 | 26 | 28 |
| Coppa delle Alpi        | 2              | 7  | 3 | 1 | 3 | 15 | 11 |
| Coppa Piano Karl Rappan | 2              | 12 | 5 | 1 | 6 | 21 | 17 |
| Coppa Anglo-Italiana    | 2              | 8  | 4 | 3 | 1 | 14 | 13 |

## Statistiche di squadra
L'Atalanta esordisce in Divisione Nazionale il 30 settembre 1928; includendo la stagione in corso, il club ha partecipato a 101 campionati nazionali. Dall'istituzione del campionato a girone unico nel 1929, la squadra ottiene il peggior piazzamento nel campionato 2004-2005 con il 20º posto finale mentre il migliore è il 3º posto finale ottenuto nei campionati 2018-2019, 2019-2020, 2020-2021 e 2024-2025. Le vittorie col maggior numero di reti di scarto avvengono nel campionato 1931-1932 contro l'Udinese, il Parma e lo Spezia (tutte e tre per 7-0 e tutte in Serie B) e contro il Torino (sempre per 7-0) nel campionato 2019-2020, invece le peggiori sconfitte sono nel campionato 1941-1942 contro il Torino (9-1) per quanto riguarda la Serie A ed un 7-0 contro il Padova nel 1932 in Serie B.
Il record di punti in una stagione è stato ottenuto nella Serie B 2005-2006 con 81 punti totali, mentre nel massimo campionato italiano il club bergamasco ha ottenuto 78 punti nel 2019-2020 e nel 2020-2021 Nel campionato 2005-2006 ottiene il maggior numero di vittorie in assoluto (24), mentre nel campionato 2009-2010 registra il maggior numero di sconfitte in una stagione (21).
L'Atalanta ha ottenuto il maggior numero di reti segnate in una stagione nella Serie A 2019-2020 (98), mentre il maggior numero di reti subite risalgono alla Serie A 1950-1951 (69). Il maggior numero di reti segnate in una stagione in Serie B è invece 62, primato stabilito nella Serie B 1930-1931 e successivamente eguagliato nella Serie B 1939-1940 e nella Serie B 1958-1959. Dal campionato 1940-1941 a quello 1957-1958 si ha il record di stagioni consecutive in Serie A (15), risultato che viene poi eguagliato tra le stagioni 2011-2012 e 2025-2026; infine la Dea detiene il record assoluto di maggiori promozioni dalla seconda alla prima divisione italiana (13).

### Record nei campionati nazionali

#### Serie A
Miglior piazzamento: 3º posto (2018-2019, 2019-2020, 2020-2021, 2024-2025)
Maggior numero di punti: 78 (2019-2020 e 2020-2021, 20 squadre e 3 punti a vittoria); 40 (1949-1950, 20 squadre e 2 punti a vittoria); 45 (2001-2002, 18 squadre e 3 punti a vittoria); 44 (1947-1948, 18 squadre e 2 punti a vittoria); 31 (1940-1941, 16 squadre e 2 punti a vittoria)
Vittoria interna con maggior scarto: Atalanta-Triestina 7-1 (1951-1952), Atalanta-Udinese 7-1 (2019-2020), Atalanta-Udinese 6-0 (1953-1954) ed Atalanta-Salernitana 8-2 (2022-2023)
Vittoria esterna con maggior scarto: Torino-Atalanta 0-7 (2019-2020)
Sconfitta interna con maggior scarto: Atalanta-Fiorentina 1-7 (1963-1964)
Sconfitta esterna con maggior scarto: Torino-Atalanta 9-1 (1941-1942)
Maggior numero di vittorie: 23 (2019-2020 e 2020-2021 a 20 squadre); 14 (1992-1993 a 18 squadre); 11 (1940-1941 e 1942-1943 a 16 squadre)
Minor numero di vittorie: 7 (2014-2015 a 20 squadre); 5 (1993-1994 a 18 squadre); 4 (1937-1938 e 1968-1969 a 16 squadre)
Maggior numero di vittorie consecutive: 11 (2024-2025 dalla 7ª alla 17ª giornata)
Maggior numero di pareggi: 16 (2014-2015 a 20 squadre); 16 (1957-1958, 1963-1964 e 1964-1965 a 18 squadre); 18 (1984-1985 a 16 squadre)
Minor numero di pareggi: 5 (2013-2014 a 20 squadre); 6 (1995-1996 a 18 squadre); 5 (1967-1968 a 16 squadre)
Maggior numero di risultati utili consecutivi: 17 (2019-2020, dalla 21ª alla 37ª giornata)
Maggior numero di sconfitte: 21 (2009-2010 a 20 squadre); 18 (1993-1994 a 18 squadre); 18 (1937-1938 a 16 squadre)
Minor numero di sconfitte: 6 (2019-2020 e 2020-2021 a 20 squadre); 9 (1961-1962 e 1988-1989 a 18 squadre); 7 (1984-1985 a 16 squadre)
Maggior numero di sconfitte consecutive: 6 (1995-1996, dalla 13ª alla 18ª giornata)
Maggior numero di partite consecutive senza vittorie: 16 giornate (1984-1985, dalla 10ª alla 25ª giornata, e 1993-1994, dalla 18ª alla 33ª giornata)
Maggior numero di reti segnate: 98 (2019-2020 a 20 squadre); 54 (1953-1954 a 18 squadre); 45 (1940-1941 a 16 squadre)
Minor numero di reti segnate: 34 (2004-2005 a 20 squadre); 19 (1964-1965 a 18 squadre); 16 (1972-1973 a 16 squadre)
Maggior numero di reti subite: 69 (1950-1951 a 20 squadre); 65 (1993-1994 a 18 squadre); 50 (1937-1938 a 16 squadre)
Minor numero di reti subite: 37 (2025-2025 a 20 squadre);  28 (1964-1965 a 18 squadre); 26 (1971-1972 e 1985-1986 a 16 squadre)
Capocannoniere stagionale: Mateo Retegui (25 reti nel 2024-2025)

#### Serie B
Miglior piazzamento: 1º posto (5 volte)
Maggior numero di punti: 81 (Serie B 2005-2006, 22 squadre e 3 punti a vittoria); 66 (1994-1995, 20 squadre e 3 punti a vittoria); 51 (1958-1959, 20 squadre e 2 punti a vittoria); 47 (1939-1940, 18 squadre e 2 punti a vittoria)
Vittoria interna con maggior scarto: Atalanta-Udinese, Atalanta-Parma (1931-1932) ed Atalanta-Spezia (1932-1933) 7-0
Vittoria esterna con maggior scarto: Liguria-Atalanta (1930-1931), AlbinoLeffe-Atalanta (2003-2004) 0-4 e Piacenza-Atalanta 1-5 (1994-1995)
Sconfitta interna con maggior scarto: Atalanta-Cremonese (1934-1935) ed Atalanta-Catania (1935-1936) 1-5
Sconfitta esterna con maggior scarto: Padova-Atalanta 7-0 (1931-1932)
Maggior numero di vittorie: 24 (2005-2006, 22 squadre); 19 (1976-1977, 20 squadre); 19 (1939-1940, 18 squadre)
Minor numero di vittorie: 22 (2010-2011, 22 squadre); 8 (1969-1970, 20 squadre); 9 (1932-1933, 18 squadre)
Maggior numero di vittorie consecutive: 7 (1994-1995, dalla 20ª alla 25ª giornata con in mezzo il recupero della partita sospesa contro il Palermo, teoricamente appartenente alla 17ª giornata di campionato)
Maggior numero di pareggi: 13 (2010-2011 a 22 squadre); 19 (1987-1988 e 1998-1999 a 20 squadre); 15 (1929-1930 a 18 squadre)
Minor numero di pareggi: 9 (2010-2011 a 22 squadre); 11 (1974-1975 a 20 squadre); 5 (1932-1933 a 18 squadre)
Maggior numero di risultati utili consecutivi: 24 (1983-1984, dalla 8ª alla 31ª giornata, tra la 18ª giornata del 1998-1999 e la 6ª del 1999-2000, 2003-2004 tra la 1ª e la 24ª giornata)
Maggior numero di sconfitte: 13 (2010-2011 a 22 squadre); 17 (1980-1981 a 20 squadre); 18 (1932-1933 a 18 squadre)
Minor numero di sconfitte: 9 (2010-2011 a 22 squadre); 5 (1958-1959, 1983-1984, 1987-1988 e 1998-1999 a 20 squadre); 6 (1935-1936, 1938-1939 e 1939-1940 a 18 squadre)
Maggior numero di sconfitte consecutive: 5 (1932-1933, dalla 21ª alla 26ª giornata)
Maggior numero di partite consecutive senza vittorie: 12 giornate (1982-1983, dalla 8ª alla 20ª giornata)
Maggior numero di reti segnate: 61 (2005-2006 e 2010-2011 a 22 squadre); 62 (1958-1959 a 20 squadre); 62 (1930-1931 e 1939-1940 a 18 squadre)
Minor numero di reti segnate: 61 (2005-2006 e 2010-2011 a 22 squadre); 24 (1973-1974 a 20 squadre); 25 (1932-1933 a 18 squadre)
Maggior numero di reti subite: 39 (2005-2006 a 22 squadre); 40 (1980-1981 a 20 squadre); 60 (1932-1933 a 18 squadre)
Minor numero di reti subite: 35 (2010-2011 a 22 squadre);  24 (1973-1974, 1975-1976 e 1979-1980 a 20 squadre); 26 (1929-1930 e 1938-1939 a 18 squadre)
Capocannoniere stagionale: Giovanni Gaddoni (25 reti nel 1939-1940)
Note: 

## Statistiche individuali
Il giocatore che detiene il maggior numero di presenze con la maglia dell'Atalanta è Gianpaolo Bellini con 435 apparizioni; il precedente record, di Valter Bonacina, era di 331 presenze, mentre il record di presenze in partite di campionato, a sua volta appartenente a Bellini, è di 396 partite (il precedente record era di 317 ed apparteneva a Stefano Angeleri). Il calciatore non italiano con più presenze in partite ufficiali è l'olandese Marten de Roon, che ha superato lo svedese Glenn Peter Strömberg, capitano alla fine degli anni 1980 ed all'inizio degli anni 1990, che ha disputato in totale 273 partite, 219 delle quali in campionato. Il record di marcature appartiene invece a Cristiano Doni con 112 reti, al secondo posto si trova poi Duván Zapata con 82 reti, seguito da Luis Muriel con 65 reti e Severo Cominelli con 62. Tra i giocatori che figurano nella classifica dei marcatori della Serie A che abbiano giocato con la Dea figurano tra gli altri Adriano Bassetto, che con i nerazzurri ha segnato 57 delle sue 149 reti, Zapata e Luis Muriel (52 reti su 101 con i bergamaschi). Il miglior marcatore in gare di campionato è sempre Doni (103 gol), che con le sue 69 reti è inoltre anche il miglior marcatore in Serie A del club orobico. Il miglior marcatore atalantino nel campionato di Serie B è invece Giulio Panzeri, autore di 44 reti, mentre per quanto riguarda la Serie C1 il primato è dell'attaccante bergamasco Bortolo Mutti con 16 realizzazioni. Per quanto riguarda invece le coppe, Valter Bonacina è il recordman di presenze in gare di Coppa Italia (51 apparizioni); nelle coppe europee il primato è di de Roon (61 presenze). Infine, il miglior marcatore neroazzurro in Coppa Italia è Andrea Lazzari a quota 10 gol, mentre nelle competizioni UEFA per club il top scorer atalantino di tutti i tempi è Luis Muriel con 12 segnature (considerando anche le competizioni non organizzate dalla UEFA a 10 reti c'è anche Dino da Costa).

### Capitani
| Calciatore            | Ruolo | Stagioni al club                 | Stagioni da capitano      | Presenze | Reti |
| --------------------- | ----- | -------------------------------- | ------------------------- | -------- | ---- |
| ...                   |       |                                  |                           |          |      |
| Vittorio Schiavi      | CC    | 1935-1944                        | 1946-1948 (2)             | 260      | 20   |
| Alberto Citterio      | TS    | 1940-1943 e 1945-1949            | 1948-1949 (1)             | 205      | 2    |
| Giuseppe Casari       | P     | 1943-1944 e 1945-1950            | 1949-1950 (1)             | 170      | 0    |
| Antonio Dalmonte      | TD    | 1948-1952                        | 1950-1952 (2)             | 116      | 0    |
| Giuseppe Albani       | P     | 1949-1954                        | 1952-1953 (1)             | 123      | -176 |
| Carlo Annovazzi       | M     | 1953-1958                        | 1953-1958 (5)             | 139      | 18   |
| Stefano Angeleri      | M     | 1949-1960                        | 1958-1960 (2)             | 317      | 2    |
| Piero Gardoni         | DC    | 1958-1967                        | 1960-1964 e 1966-1967 (5) | 213      | 1    |
| Umberto Colombo       | M     | 1961-1966                        | 1964-1966 (2)             | 142      | 3    |
| Giancarlo Cella       | DC    | 1966-1968                        | 1967-1968 (1)             | 53       | 0    |
| Lucio Dell'Angelo     | CC    | 1966-1969                        | 1968-1969 (1)             | 82       | 4    |
| Ambrogio Pelagalli    | TS/DC | 1960-1961, 1966-1967 e 1968-1970 | 1969-1970 (1)             | 122      | 4    |
| Gianfranco Leoncini   | M     | 1970-1972 e 1973-1974            | 1970-1972 e 1973-1974 (3) | 94       | 1    |
| Ottavio Bianchi       | CC    | 1971-1973                        | 1972-1973 (1)             | 55       | 6    |
| Gianpietro Marchetti  | TS    | 1966-1968 e 1974-1979            | 1974-1979 (5)             | 132      | 1    |
| Battista Festa        | CC    | 1976-1981                        | 1979-1980 (1)             | 135      | 6    |
| Giovanni Vavassori    | DC    | 1970-1972 e 1977-1983            | 1980-1983 (3)             | 235      | 4    |
| Giorgio Magnocavallo  | DC    | 1981-1985                        | 1983-1984 (1)             | 119      | 8    |
| Eugenio Perico        | DC    | 1970-1971 e 1981-1987            | 1984-1986 (2)             | 148      | 1    |
| Marino Magrin         | CC    | 1981-1987                        | 1986-1987 (1)             | 192      | 40   |
| Glenn Peter Strömberg | CC    | 1984-1992                        | 1987-1992 (5)             | 219      | 18   |
| Luigino Pasciullo     | TS    | 1986-1987 e 1988-1993            | 1992-1993 (1)             | 149      | 7    |
| Fabrizio Ferron       | P     | 1988-1996                        | 1993-1994 (1)             | 253      | -302 |
| Daniele Fortunato     | CC    | 1987-1989 e 1994-1997            | 1994-1997 (3)             | 144      | 7    |
| Massimo Carrera       | DC    | 1996-2003                        | 1997-2003 (6)             | 207      | 3    |
| Damiano Zenoni        | TD    | 1994-1996 e 1998-2005            | 2003-2005 (2)             | 209      | 8    |
| Antonino Bernardini   | CC    | 2003-2008                        | 2005-2008 (4)             | 130      | 3    |
| Cristiano Doni        | T     | 1998-2003 e 2006-2012            | 2008-2011 (3)             | 296      | 103  |
| Gianpaolo Bellini     | TS    | 1998-2016                        | 2011-2016 (5)             | 396      | 9    |
| Cristian Raimondi     | TD    | 1999-2001 e 2010-2017            | 2016-2017 (1)             | 126      | 1    |
| Alejandro Gómez       | A     | 2014-2021                        | 2017-2021 (4)             | 209      | 50   |
| Rafael Tolói          | DC    | 2015-2025                        | 2021-2025 (5)             | 253      | 10   |
| Marten de Roon        | CC    | 2015-2016 e 2017-                | 2025- (1)                 | 270      | 18   |

Codici: P: Portiere, L: Libero, DC: Difensore centrale (stopper), TD: Terzino destro, TS: Terzino sinistro, TZ: Terzino, M: Mediano, CC: Centrocampista centrale, R: Regista, T: Trequartista,
A: Attaccante, CA: Centravanti.
Dati aggiornati al 1 luglio 2025.

## Calciatori
Aggiornato al 25 maggio 2025

### Record assoluti
Di seguito i record presenze e marcature dei giocatori dell'Atalanta dall'anno di fondazione a oggi.
| Record di presenze - 435 Gianpaolo Bellini (1998-2016) - 395 Marten de Roon (2015-2016, 2017-) - 331 Valter Bonacina (1986-1991, 1994-1999) - 324 Stefano Angeleri (1949-1960) - 323 Cristiano Doni (1998-2003, 2006-2012) - 313 Rafael Toloi (2015-2025) - 305 Livio Roncoli (1949-1963) - 298 Mario Pašalić (2018-) - 294 Fabrizio Ferron (1988-1996) - 287 Berat Djimsiti (2016, 2018-) | Record di reti - 112 Cristiano Doni (1998-2003, 2006-2012) - 82 Duván Zapata (2018-2023) - 68 Luis Muriel (2019-2024) - 65 Severo Cominelli (1934-1941, 1943-1944, 1947-1949) - 60 Josip Iličić (2017-2022) - 59 Alejandro Gómez (2014-2021) 59 Mario Pašalić (2018-) - 57 Adriano Bassetto (1953-1957) - 56 Germán Denis (2011-2016) - 54 Poul Rasmussen (1952-1956) |

### Record di presenze
| Presenze nei campionati - 398 Gianpaolo Bellini (1998-2016) - 317 Stefano Angeleri (1949-1960) - 306 Marten de Roon (2015-2016, 2017-) - 297 Cristiano Doni (1998-2003, 2006-2012) - 277 Livio Roncoli (1949-1963) - 265 Valter Bonacina (1986-1991, 1994-1999) - 261 Severo Cominelli (1934-1941, 1943-1944, 1947-1949) - 260 Vittorio Schiavi (1935-1944, 1945-1948) - 253 Fabrizio Ferron (1988-1996) 253 Rafael Tolói (2015-2025) | Presenze in Coppa Italia - 51 Valter Bonacina (1986-1991, 1994-1999) - 38 Glenn Peter Strömberg (1984-1992) - 37 Gianpaolo Bellini (1998-2016) - 34 Marino Magrin (1981-1987) - 33 Massimo Carrera (1996-2003) - 31 Fabio Gallo (1995-2001) 31 Damiano Zenoni (1994-1996, 1998-2005) - 29 Fabrizio Ferron (1988-1996) 29 Ottorino Piotti (1984-1990) 29 Domenico Progna (1986-1991) 29 Cristian Zenoni (1995-1996, 1997-2001)                                            | Presenze nelle competizioni UEFA - 61 Marten de Roon (2017-2022, 2023-) - 48 Mario Pašalić (2018-2022, 2023-) - 45 Berat Djimsiti (2018-2022, 2023-) - 42 Rafael Tolói (2017-2022, 2023-2025) - 40 Remo Freuler (2017-2022) 40 Hans Hateboer (2017-2022, 2023-2024) - 34 José Luis Palomino (2017-2022, 2023-2024) - 30 Davide Zappacosta (2021-2022, 2023-) - 28 Alejandro Gómez (2017-2021) 28 Luis Muriel (2019-2022, 2023-2024) |
| Presenze in Serie A - 306 Marten de Roon (2015-2016, 2017-) - 281 Stefano Angeleri (1949-1958, 1959-1960) 281 Gianpaolo Bellini (2000-2003, 2004-2005, 2006-2010, 2011-2016) - 253 Rafael Tolói (2015-2025) - 239 Livio Roncoli (1949-1958, 1959-1963) - 230 Mario Pašalić (2018-) - 220 Berat Djimsiti (2016, 2018-) - 217 Fabrizio Ferron (1988-1994, 1995-1996) - 209 Alejandro Gómez (2014-2021) - 208 Piero Gardoni (1959-1967)  | Presenze in Serie B - 202 Vittorio Casati (1929-1936) - 200 Francesco Simonetti (1929-1937) - 135 Antonio Rocca (1974-1975, 1976-1977, 1979-1981) - 134 Severo Cominelli (1934-1937, 1938-1940) - 129 Renato Sanero (1930-1935) - 128 Augusto Scala (1974-1977, 1979-1981) - 120 Renato Cipollini (1973-1977) 120 Bruno Divina (1970-1971, 1973-1976) - 117 Gianpaolo Bellini (1998-2000, 2003-2004, 2005-2006, 2010-2011) 117 Giovanni Vavassori (1970-1971, 1979-1981) | Presenze in Serie C1 - 34 Mirko Benevelli (1981-1982) 34 Daniele Filisetti (1981-1982) 34 Giorgio Magnocavallo (1981-1982) 34 Marino Magrin (1981-1982) 34 Giovanni Vavassori (1981-1982) - 33 Claudio Foscarini (1981-1982) 33 Bortolo Mutti (1981-1982) - 32 Domenico Moro (1981-1982) 32 Giancarlo Snidaro (1981-1982) - 29 Carlo De Bernardi (1981-1982)                                                                        |
| Presenze in Champions League - 31 Marten de Roon (2019-2022, 2024-2025) - 29 Mario Pašalić (2019-2022, 2024-2025) - 28 Berat Djimsiti (2019-2022, 2024-2025) - 23 Rafael Tolói (2019-2022, 2024-2025) - 21 Remo Freuler (2019-2022) - 19 Duván Zapata (2019-2022) - 18 Ruslan Malinovs'kyj (2019-2022) 18 Luis Muriel (2019-2022) - 18 José Luis Palomino (2019-2022) - 17 Robin Gosens (2019-2022) 17 Josip Iličić (2019-2022)       | Presenze in Coppa UEFA / Europa League - 30 Marten de Roon (2017-2019, 2022-2024) - 24 Hans Hateboer (2017-2019, 2022-2024) - 19 Remo Freuler (2017-2022) 19 Mario Pašalić (2018-2019, 2022-2024) 19 Rafael Tolói (2017-2019, 2022-2024) - 18 Teun Koopmeiners (2022-2024) 18 Juan Musso (2022-2024) - 17 Berat Djimsiti (2017-2019, 2022-2024) - 16 José Luis Palomino (2017-2019, 2022-2024) - 15 Davide Zappacosta (2022-2024)                                        | Presenze in Coppa delle Coppe - 8 Daniele Fortunato (1987-1988) 8 Andrea Icardi (1987-1988) 8 Eligio Nicolini (1987-1988) 8 Ottorino Piotti (1987-1988) - 7 Costanzo Barcella (1987-1988) 7 Glenn Peter Strömberg (1987-1988) 7 Carmine Gentile (1987-1988) - 6 Aldo Cantarutti (1987-1988) 6 Oliviero Garlini (1987-1988) 6 Domenico Progna (1987-1988)                                                                            |

### Record di marcature
| Reti nei campionati - 103 Cristiano Doni (1998-2003, 2006-2012) - 69 Duván Zapata (2018-2023) - 65 Severo Cominelli (1934-1941, 1943-1944, 1947-1949) - 56 Adriano Bassetto (1953-1957) 56 Germán Denis (2011-2016) - 54 Poul Rasmussen (1952-1956) 54 Luis Muriel (2019-2024) - 50 Alejandro Gómez (2014-2021) 50 Jørgen Sørensen (1949-1953) - 47 Josip Iličić (2017-2022) 47 Mario Pašalić (2018-) | Reti in Coppa Italia - 10 Andrea Lazzari (2002-2006) - 9 Cristiano Doni (1998-2003, 2006-2012) - 8 Nicola Caccia (1997-2000) - 7 Maurizio Ganz (1992-1995, 2000-2001) 7 Giuseppe Incocciati (1986-1987, 1988) 7 Marino Magrin (1982-1987) - 6 Oliviero Garlini (1987-1988) 6 Sergio Pellizzaro (1972-1974) - 5 Valter Bonacina (1986-1991, 1994-1999) 5 Angelo Domenghini (1960-1964) 5 Marco Nappi (1999-2001) | Reti nelle competizioni UEFA - 12 Luis Muriel (2019-2022, 2023-2024) - 11 Josip Iličić (2017-2022) - 10 Ademola Lookman (2023-) - 9 Duván Zapata (2018-2022) 9 Mario Pašalić (2018-2022, 2023-) - 6 Charles De Ketelaere (2023-) 6 Alejandro Gómez (2017-2021) 6 Gianluca Scamacca (2023-) - 5 Ruslan Malinovs'kyj (2019-2022) - 4 Musa Barrow (2018-2020) 4 Berat Djimsiti (2018-2022, 2023-) 4 Robin Gosens (2017-2022) 4 Eligio Nicolini (1987-1988, 1989-1991) |
| Reti in Serie A - 69 Cristiano Doni (2000-2003, 2006-2010, 2011-2012) 69 Duván Zapata (2018-2023) - 56 Adriano Bassetto (1953-1957) 56 Germán Denis (2011-2016) - 54 Poul Rasmussen (1952-1956) 54 Luis Muriel (2019-2024) - 50 Alejandro Gómez (2014-2021) 50 Jørgen Sørensen (1949-1953) - 47 Josip Iličić (2017-2022) 47 Mario Pašalić (2018-)                                                     | Reti in Serie B - 44 Giulio Panzeri (1929-1934) - 42 Severo Cominelli (1934-1937, 1938-1940) 42 Renato Sanero (1930-1935) - 34 Cristiano Doni (1998-2000, 2010-2011) - 33 Nicola Caccia (1998-2000) - 29 Amerigo Bedetti (1930-1933) - 25 Giovanni Gaddoni (1939-1940) 25 Francesco Simonetti (1929-1937) - 24 Augusto Scala (1974-1977, 1979-1981) - 21 Marco Pacione (1982-1984)                              | Reti in Serie C1 - 16 Bortolo Mutti (1981-1982) - 8 Carlo De Bernardi (1981-1982) - 4 Giorgio Magnocavallo (1981-1982) 4 Marino Magrin (1981-1982) 4 Domenico Moro (1981-1982) - 3 Ezio Bertuzzo (1981-1982) - 1 Armando Madonna (1981-1982) 1 Giancarlo Snidaro (1981-1982) |
| Reti in Champions League - 7 Josip Iličić (2019-2022) 7 Mario Pašalić (2019-2022, 2024-2025) 7 Duván Zapata (2019-2022) - 5 Ademola Lookman (2024-2025) 5 Luis Muriel (2019-2022) - 4 Charles De Ketelaere (2024-2025) - 3 Robin Gosens (2019-2022) 3 Mateo Retegui (2024-2025) - 2 Alejandro Gómez (2019-2021) 2 Hans Hateboer (2019-2022) 2 Ruslan Malinovs'kyj (2019-2022)                         | Reti in Coppa UEFA / Europa League - 7 Luis Muriel (2022-2023) - 6 Gianluca Scamacca (2023-2024) - 5 Ademola Lookman (2023-2024) - 4 Musa Barrow (2018-2020) 4 Josip Iličić (2017-2019, 2021-2022) 4 Alejandro Gómez (2017-2019) - 3 Bryan Cristante (2017-2018) 3 Andreas Cornelius (2021-2022) 3 Berat Djimsiti (2017-2019, 2022-2024) 3 Ruslan Malinovs'kyj (2021-2022)                                      | Reti in Coppa delle Coppe - 3 Aldo Cantarutti (1987-1988) 3 Oliviero Garlini (1987-1988) - 2 Eligio Nicolini (1987-1988) - 1 Salvador Calvanese (1963-1964) 1 Kurt Christensen (1963-1964) 1 Angelo Domenghini (1963-1964) 1 Enrico Nova (1963-1964) 1 Domenico Progna (1987-1988) 1 Glenn Peter Strömberg (1987-1988) |

### Riconoscimenti individuali
2024
- Ademola Lookman (Calciatore africano dell'anno)

## Allenatori
| Campionato - 342 Gian Piero Gasperini (2016-2025) - 261 Stefano Colantuono (2005-2007, 2010-2015) - 246 Emiliano Mondonico (1987-1990, 1994-1998) - 160 Ivo Fiorentini (1939-1941, 1946-1949) - 144 Battista Rota (1969-1970, 1976-1980) - 136 Ferruccio Valcareggi (1959-1962, 1964-1965) - 135 Giovanni Vavassori (1999-2003) - 128 Nedo Sonetti (1983-1987) - 124 Giulio Corsini (1970-1974, 1980-1981) - 96 Luigi Bonizzoni (1954-1957) | Serie A - 342 Gian Piero Gasperini (2016-2025) - 177 Stefano Colantuono (2006-2007, 2011-2015) - 170 Emiliano Mondonico (1988-1990, 1995-1998) - 136 Ferruccio Valcareggi (1959-1962, 1964-1965) - 126 Ivo Fiorentini (1940-1941, 1946-1949) - 97 Giovanni Vavassori (2000-2003) - 96 Luigi Bonizzoni (1954-1957) - 90 Nedo Sonetti (1984-1987) - 86 Stefano Angeleri (1965-1969) - 76 Luigi Delneri (2007-2009) |
| Serie B - 85 József Viola (1930-1933) - 84 Stefano Colantuono (2005-2006, 2010-2011) 84 Battista Rota (1969-1970, 1976-1977, 1979-1980) - 76 Emiliano Mondonico (1987-1988, 1994-1995) - 64 Giulio Corsini (1970-1971, 1973-1974, 1980-1981) - 52 Angelo Mattea (1933-1935) - 51 Imre Payer (1932-1933, 1935-1936) - 46 Andrea Mandorlini (2003-2004) - 41 Heriberto Herrera (1973-1975) - 38 Karl Adamek (1958-1959) 38 Ottavio Bianchi (1982-1983) 38 Bortolo Mutti (1998-1999) 38 Nedo Sonetti (1983-1984) 38 Giovanni Vavassori (1999-2000) | Serie C1 - 34 Ottavio Bianchi (1981-1982) |

- 66  Gian Piero Gasperini (2017-2022; 2023-2025)
- 10  Emiliano Mondonico (1987-1988; 1989-1990)
- 6  Pierluigi Frosio (1990-1991)
- 3  Carlo Alberto Quario (1963-1964)
- 2  Bruno Giorgi (1990-1991)